# Vulsirea
Vulsirea är ett släkte av insekter. Vulsirea ingår i familjen bärfisar.
Kladogram enligt Catalogue of Life:
| Vulsirea | \| \| Vulsirea nigrorubra \| \| \| \| \| \| Vulsirea violacea \| \| \| \| |
|          | \| \| Vulsirea nigrorubra \| \| \| \| \| \| Vulsirea violacea \| \| \| \| |
|          | Vulsirea nigrorubra                                                       |
|          |                                                                           |
|          | Vulsirea violacea                                                         |
|          |                                                                           |